# Amroth
Amroth es un personaje ficticio del legendarium del escritor J. R. R. Tolkien. Era un elfo Sindar de Lothlórien, hijo de Amdír. Siguió a este como señor de Lórien, pero se cansó de la Tierra Media y decidió viajar al sur con su amada la doncella Nimrodel, a Edhellond, uno de los antiguos puertos élficos.
Sin embargo, Nimrodel se perdió en Ered Nimrais; Amroth demoró su partida a Valinor para buscarla. Cuando no la pudo encontrar decidió partir, pero, justo al momento de zarpar, creyó verla en la orilla, se lanzó al mar para intentar nadar hasta ella, pereciendo en el intento ahogado en la Bahía de Belfalas. Nunca pudo regresar a casa.
Dol Amroth en el sur de Gondor está nombrada en su honor, así como otros muchos lugares en Lórien, como Cerin Amroth.
Se dice que en los inicios del legendárium, Amroth era hijo de Galadriel y Celeborn, y hermano de Celebrían, pero la idea fue rápidamente desechada.

| Predecesor: Amdír | Rey de Lothlórien 3434 S. E. - 1981 T. E. | Sucesor: Celeborn y Galadriel (Señores de los Galadhrim) |

- Datos: Q2714162